# Incwala

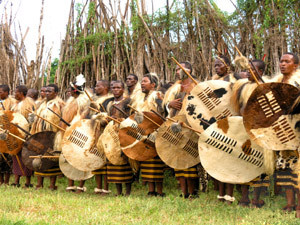
L'incwala

La cérémonie eswatinienne incwala est un évènement annuel qui se tient au mois de décembre. Musique polyphonique et danse accompagnent ce rituel qui dure six jours. 

## Présentation
L'évènement de l'incwala appartient à la vie culturelle de l'Eswatini. Il a lieu chaque année en décembre et est traditionnellement décrit comme une fête agricole, une fête de la moisson, bien qu'il célèbre plus largement le renouveau ainsi que la cohésion nationale. Chants et danses spécifiques à cette occasion sont pratiqués 
. La fête dure six jours, et les jeunes gens et jeunes filles en apprennent les codes par la pratique. C'est le quatrième jour que la fête atteint son apogée. Il est alors interdit d'enregistrer ou de prendre en note chants, danses et rituels. Hilda Kuper, anthropologue, décrit cette cérémonie dans ses travaux. Prêtres, notables, régiments et personnes du peuple participent, c'est le souverain qui occupe la place la plus importante. Kuper relève la valeur nationaliste de cette cérémonie, qui selon elle unit le peuple sous son souverain, notamment contre des ennemis extérieurs.